# Rise (forskningsinstitut)

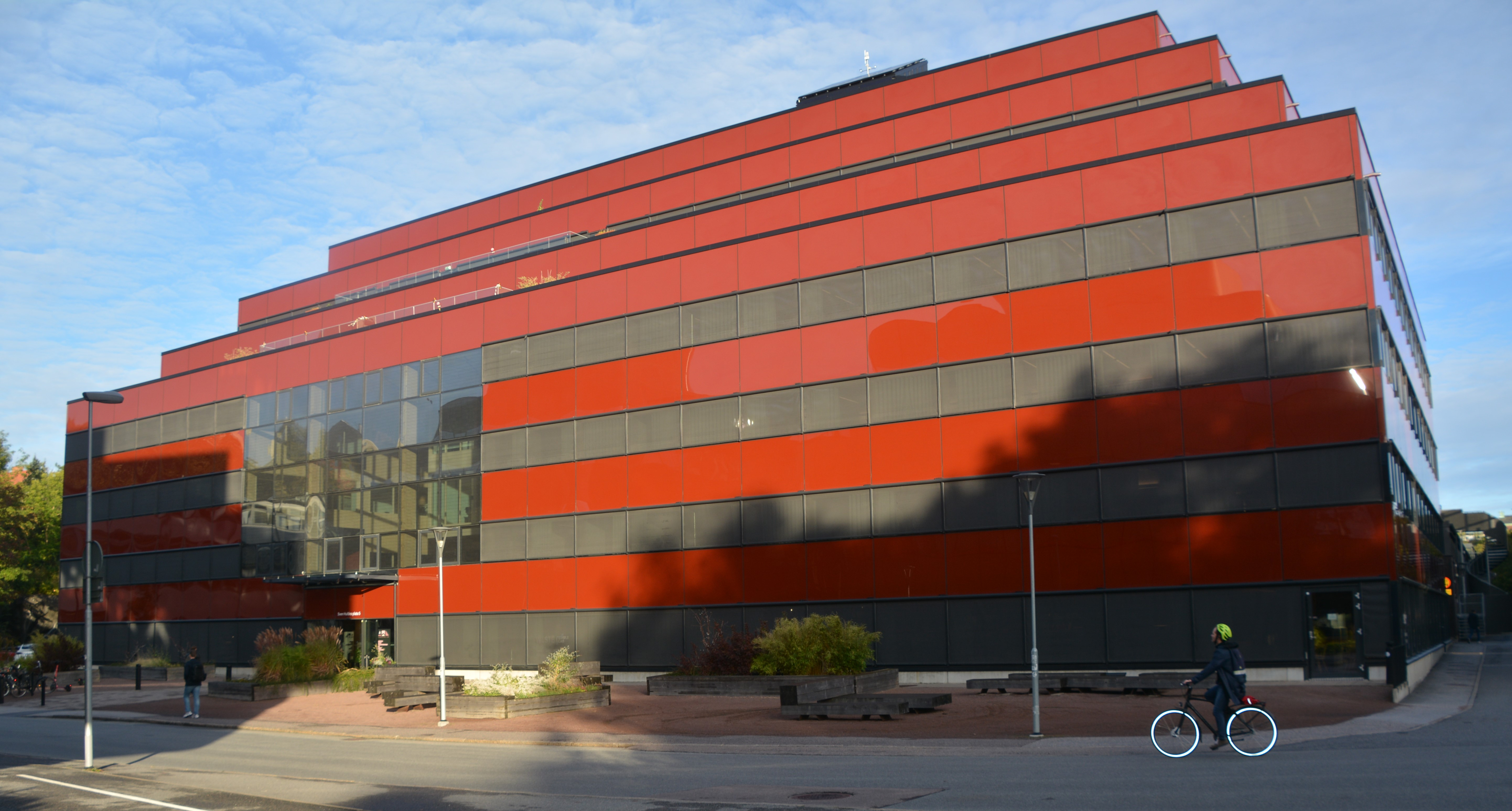
Rises högkvarter i AWL-huset, Göteborg

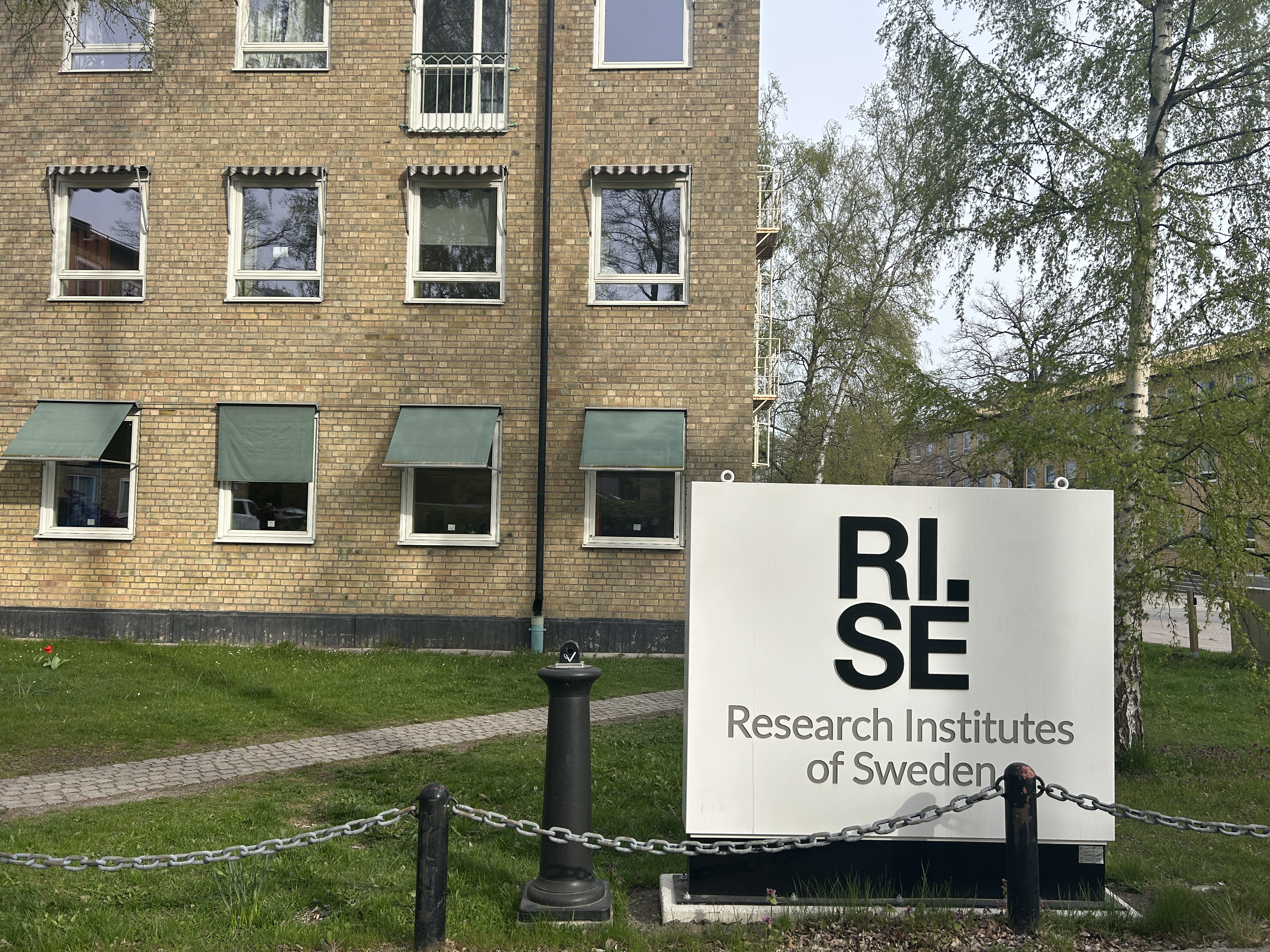
Rise byggnad vid Drottning Kristinas väg i Stockholm

RISE Research Institutes of Sweden AB (av företaget skrivet RISE) är ett svenskt helägt statligt forskningsinstitut, som samverkar med universitet, näringsliv och samhälle för innovationsutveckling och hållbar tillväxt.
RISE ägnar sig åt industriforskning och innovation samt utför provning och certifiering. I regeringens forskningsproposition står det att: 
”Det övergripande målet för instituten inom Rise är att de ska vara internationellt konkurrenskraftiga och verka för hållbar tillväxt i Sverige genom att stärka näringslivets konkurrenskraft och förnyelse, samt främja offentlig sektors förnyelse och förmåga att bidra till lösningar på samhällets utmaningar tillsammans med näringslivet.”  
Utdrag ur forskningsproposition 2020/21:60 (Kunskap i samverkan)
I december 2023 hade RISE cirka 3 300 medarbetare i sex divisioner:
- Bioekonomi och hälsa
- Digitala system
- Life Science
- Material och produktion
- Samhällsbyggnad
- Säkerhet och transport

RISE är verksamt på cirka 35 orter runt om i Sverige och finns även i Norge och Frankrike samt i Belgien genom en representant i Bryssel. 2023 var omsättningen 4,212 miljarder kronor.

## Hållbarhet
RISE har ett särskilt samhällsuppdrag. I strategin för hållbar tillväxt 2022-2026 anges sju mål för hållbart värdeskapande. Två av dessa visar på den indirekta effekten på samhällsnytta genom bidrag till Agenda 2030 och omställning som löser samhällets utmaningar. Övriga fem visar på resultaten av den egna verksamheten: Nöjda kunder, Ekonomiskt hållbar verksamhet, Engagerade medarbetare, Socialt hållbar verksamhet och Miljömässigt hållbar verksamhet.

## Ägandeförhållanden och historik
Ägarbolaget IRECO Holding AB bildades 1997 av staten och Stiftelsen för kunskaps- och kompetensutveckling för att förvalta statens ägande i industriforskningsinstitut. Den första uppgiften för bolaget blev att tillsammans med ägare och intressenter se över strukturen och i de fall det befanns motiverat, omvandla ingående institut från stiftelser till aktiebolag. Bolagiseringen genomfördes till största del fram till 2002.
År 2006 framlade Sverker Sörlin en av regeringen via Leif Pagrotsky beställd rapport om de svenska forskningsinstituten med titeln En ny institutssektor, som fick stor uppmärksamhet och ledde till att statens då fyra skilda forskningsinstitut gradvis slogs samman till Rise. I rapporten skriver han (sid 65):
Den lösning som ter sig mest fördelaktig är att skapa en koncern som helägs av staten på koncernnivå. I denna koncern bör så mycket som möjligt av den statliga institutssektorn samlas, förutsatt att verksamheten har en övervägande industriell, näringspolitisk eller teknikvetenskaplig profil.
År 2007 beslutade regeringen om en handlingsplan för att genomföra Sörlins förslag.
Som en följd av detta inleddes en intensiv konsolidering av de svenska forskningsinstituten.
År 2007 blev IRECO Holding AB helägt av staten och organiserade sin verksamhet i bolagsgrupper: Innventia, SP Sveriges Tekniska Forskningsinstitut, Swedish ICT och Swerea. År 2009 bytte moderbolaget namn till Rise Research Institutes of Sweden Holding AB och gavs samtidigt utökat mandat och ökade resurser. De ingående instituten sammanfördes efter hand. 
2016 gick Innventia, SP och Swedish ICT samman i ett institut som fick namnet RISE. 
2018 förvärvade RISE två tredjedelar av forskningskoncernen Swerea. De i Swerea ingående instituten IVF, SICOMP, SWECAST, samt delar av KIMAB går samman med RISE. 
2019 förvärvade RISE 60 procent av aktierna i MoRe Research. 
2021 förvärvades SSPA Sweden (ursprungligen Statens Skeppsprovningsanstalt). 
2022 överläts verksamheterna inom sju dotterbolag till moderbolaget: Energy Technology Center AB, Innventia AB, KIMAB AB, IVF AB, Sicomp AB, SWECAST AB och Swerea AB, och ett år senare gick SSPA Sweden upp i moderbolaget.
2024 förvärvade RISE de återstående 40 procenten av aktierna i MoRe Resarch.

## Rise-gruppen
Rise Research Institutes of Sweden AB har inom sina fem divisioner samlat ett antal tidigare självständiga forskningsinstitut, bland andra:
- Rise Innventia AB (pappersmassa, förpackningar och bioraffinaderi)
  - Rise PFI AS
- SP Sveriges Tekniska Forskningsinstitut
  - SP Process Development AB
  - Rise Energy Technology Center
  - Rise Fire Research AS
  - CBI, Swedish Cement and Concrete Research Institute
  - Glafo, Glass Research Institute
  - Trätek - Institutet för träteknisk forskning bildades 1984, när den trätekniska avdelningen vid STFI –Svenska träforskningsinstitutet bröts ut som ett eget institut. Trätek integrerades 2005 i den trätekniska avdelningen vid SP - Sveriges tekniska forskningsinstitut.
  - JTI, Swedish Institute of Agricultutral and Environmental Engineering
  - SIK, Swedish Institute for Food and Biotechnology
  - SMP, Swedish Machinery Testing Institute
  - YKI, Institute for Surface Chemistry (since January 2013 integrated part of SP's Chemistry, Materials and Surfaces unit)
- Rise ICT AB (informations- och kommunikationsteknologi)
  - Rise Acreo AB
  - Rise Interactive Institute AB
  - Rise SICS AB
  - Rise Viktoria AB
- Swerea AB (materialteknologi)
  - Swerea IVF
  - Swerea KIMAB
  - Swerea SICOMP
  - Swerea SWECAST
- SSPA Sweden AB[9]
- Rise Processum AB (60% ägarandel)[10]
- MoRe Research